# Kavaszaki Frontale
A Kavaszaki Frontale (japánul: 川崎フロンターレ, hepburn-átírásban: Kawasaki Furontāre) egy japán labdarúgóklub, melynek székhelye Kavaszakiban, Kanagava prefektúrában található. A klubot 1955-ben alapították Fudzsicu SC néven és a J. League Division 1-ben szerepel.
A japán bajnokságot 4 alkalommal (2017, 2018, 2020, 2021) nyerték meg. 
Hazai mérkőzéseiket a Kavaszaki Todoroki Stadionban játsszák. A stadion 26 232 néző befogadására alkalmas. A klub hivatalos színei a kék-fekete.

## Sikerlista
- Japán bajnok (4): 2017, 2018, 2020, 2021
- Japán másodosztályú bajnok (2): 1999, 2004

## Ismert játékosok
- Nakamura Kengo
- Inamoto Dzsunicsi
- Kavasima Eidzsi
- Ókubo Josito
- Ósima Rjóta
- Tanigucsi Sógo
- Jamane Miki
- Tanigucsi Hirojuki
- Andó Sunszuke
- Harakava Riki
- Tanaka Ao
- Mitoma Kaoru
- Kobajasi Ju
- Ienaga Akihiro
- Kurumaja Sintaró
- Morita Hidemasza
- Leandro Damião
- Csong Desze
- Csong Szongnjong